# Kommemoration
Als Kommemoration (von lat. commemoratio, „Erwähnung, Anführung“) bezeichnet man das Gedenken von Heiligen in der römischen Liturgie an Tagen, an denen sich schon ein Hochfest, Fest oder Gedenktag eines anderen Heiligen befindet.

## Heilige Messe
In der bis zur Liturgiereform des Zweiten Vatikanischen Konzils gültigen Form des Römischen Ritus war es möglich, mehrerer Heiliger und Anlässe in einer Messe zu gedenken (sie zu kommemorieren). Es galten die Bestimmungen der liturgischen Rangordnung, die im Direktorium für jedes Jahr veröffentlicht wurden. Solche Okkurenzen traten etwa auf, wenn ein Sonntag mit einem Heiligenfest oder einem Oktavtag zusammenfiel oder zwei Heiligenfeste, die jedes ein eigenes Proprium hatten, auf denselben Tag fielen. Fiel ein Festtag eines Heiligen mit eigenem Messformular in die Fastenzeit, wurde das Heiligenfest als höherrangig angesehen und der Wochentag der Fastenzeit wurde kommemoriert.
Bei solchen Okkurenzen gab es für die liturgische Gestaltung im Lauf der Geschichte verschiedene Möglichkeiten; sie galten auch, wenn ein Priester  zusätzlich noch einer besonderen Intention wie etwa dem Gedenken an einen Verstorbenen Genüge tun wollte:
- Der Priester konnte mehrfach am Tage die heilige Messe feiern – bis zu sieben- und neunmal. Dies geschah gehäuft ab dem 9. Jahrhundert und wurde im Lauf des 12. Jahrhunderts stark eingeschränkt, bis Papst Innozenz III. 1206 die Bination an Werktagen, abgesehen von Notfällen, verbot.
- Missa bi- bzw. trifaciata: An die Vormesse der einen Feier wurden die der anderen Feste angehängt, dann fuhr der Priester mit der Opfermesse fort, die aber die Secreta und Postcommunio aller Feste enthielt. Diese Praxis wurde im 13. Jahrhundert als monstruosa mixtura (scheußliche Mischung) zurückgewiesen.
- Missa Sicca: An die Tagesmesse wurde das Messformular des zweiten Anlasses angehängt in der Form, dass der Priester nach der Kommunion die Kasel ablegte und an der Epistelseite des Altars das zweite Proprium ab dem Introitus sprach, wobei er aber vom Offertorium direkt zur Communio sprang. Diese Form verschwand weitgehend seit dem 16. Jahrhundert. Es entwickelten sich Andachten daraus als nicht eucharistische Tagesfeiern und seit dem Konzil von Trient Andachten mit eucharistischem Segen.
- Vereinzelt gab es vorwiegend im 9. Jahrhundert Versuche, Orationen zu formulieren, die mehreren Anlässen gerecht wurden.
- Seit dem Mittelalter bis ins 20. Jahrhundert war es verbreitet, die drei Orationen (Collecta, Secreta und Postcommunio) der niederrangigen, zu kommemorierenden  Gedenktage und Anlässe denen des höherrangigen anzufügen. Es kam seit dem 11. Jahrhundert zu einer Häufung von Orationen bis zu sieben, im Ausnahmefall auch mehr. Es gab noch im Missale von 1570 Vorschriften, dass die Zahl der Orationen ungerade sein müsse, so dass sie gegebenenfalls „aufgefüllt“ werden musste.

Das Evangelium des verdrängten Messformulars wurde bis 1955 jeweils als Schlussevangelium gelesen.
Im Pontifikat von Papst Pius XII. verfügte die Ritenkongregation mit dem Dekret Cum nostra vom 23. März 1955 umfangreiche Änderungen der liturgischen Rubriken, die zum 1. Januar 1956 in Kraft traten. Darin wurde die Zahl der Orationen auf drei beschränkt, an Sonntagen und Festen 2. Klasse auf zwei, an Tagen 1. Klasse und privilegierten Tagen auf eine. Auch in gesungenen Messen gab es ab da grundsätzlich nur eine Oration. Die Kommemoration des verdrängten Evangeliums als Schlussevangelium entfiel.
Im Jahre 1960 verfügte Papst Johannes XXIII., dass nur noch höchstens zwei verschiedene Gedenktage kommemoriert werden konnten. Später wurde verfügt, dass nur jeweils ein Gebet verwendet werden sollte, wobei eine gewisse Flexibilität in dessen Wahl eingeräumt wurde. Nach der Liturgiereform des Zweiten Vatikanischen Konzils ist eine Kommemoration nicht mehr vorgesehen, bei der Feier der heiligen Messe nach dem Liturgie von 1962 kann sie praktiziert werden.

## Stundengebet
Sowohl in der außerordentlichen als auch in der ordentlichen Form des Stundengebetes nach dem römischen Ritus ist eine Kommemoration nur in Laudes, Vesper und Lesehore (im ordentlichen Ritus) bzw. der Matutin (im außerordentlichen Ritus) vorgesehen. Dazu werden im außerordentlichen Ritus die Antiphon vom zu kommemorierenden Heiligen zum Benedictus bzw. Magnificat verwendet und die Orationen wie oben beschrieben aneinandergereiht. In der Matutin wird die neunte Lesung vom kommemorierten Tag genommen, außer an Sonntagen und an bestimmten höherrangigen Festtagen. Im ordentlichen Ritus werden Antiphon und Oration der Oration des Tagesheiligen angefügt. In der Lesehore wird nach der Väterlesung (2. Lesung) die  hagiographische Lesung des kommemorierten Tages als 3. Lesung angefügt.